# Fritz Claus (Politiker)
Fritz Claus

Link zum Bild

Fritz Claus (* 16. Mai 1905 in Bochum; † 9. Februar 1985 ebenda) war ein deutscher Politiker (SPD) und Oberbürgermeister der Stadt Bochum.

## Leben
Claus absolvierte eine Lehre als Buchdrucker und Schriftsetzer. Während der Zeit des Nationalsozialismus wurde er politisch verfolgt, erhielt Berufsverbot, und wurde 1936 wegen illegaler politischer Tätigkeit verhaftet.
Nach einer Umschulung 1941 wurde er in Magdeburg Schlosser. 1948 wieder nach Bochum zurückgekehrt, machte er eine Ausbildung zum Verwaltungsangestellter bei der Ruhr-Knappschaft. Bei seiner Pensionierung hatte er der die Position des Knappschaftsobmann inne.
Er wurde 1952 in den Rat der Stadt Bochum gewählt, wo er in verschiedenen Ausschüssen tätig war. 1961 wurde er zum ersten Bürgermeister gewählt. 1969 übernahm er von Fritz Heinemann die Amtskette und amtierte bis 1975 als Oberbürgermeister der Stadt Bochum. In seiner Zeit fiel der „Zusammenschluss von Bochum und Wattenscheid zur neuen Stadt Bochum“, wobei seine Amtszeit mit dem Zusammenschluss endete. Bis zur Wahl von Heinz Eikelbeck zum neuen Oberbürgermeister im Mai 1975, war Claus der „Kommissar“ der neuen Gesamtstadt. Der Rat der Stadt Bochum ehrte ihn 1975 mit der Ehrenbürgerschaft. Damit war er der erste Ehrenbürger der Gesamtstadt. Er war der letzte und am längsten lebenden Ehrenbürger Bochums.

## Ehrungen
- 1967: Ehrenring der Stadt Bochum[4]
- 1975: Ehrenbürgerschaft der Stadt Bochum
- Ehrengrab der Stadt Bochum auf dem Blumenfriedhof[5]